# Alpjärnsparv

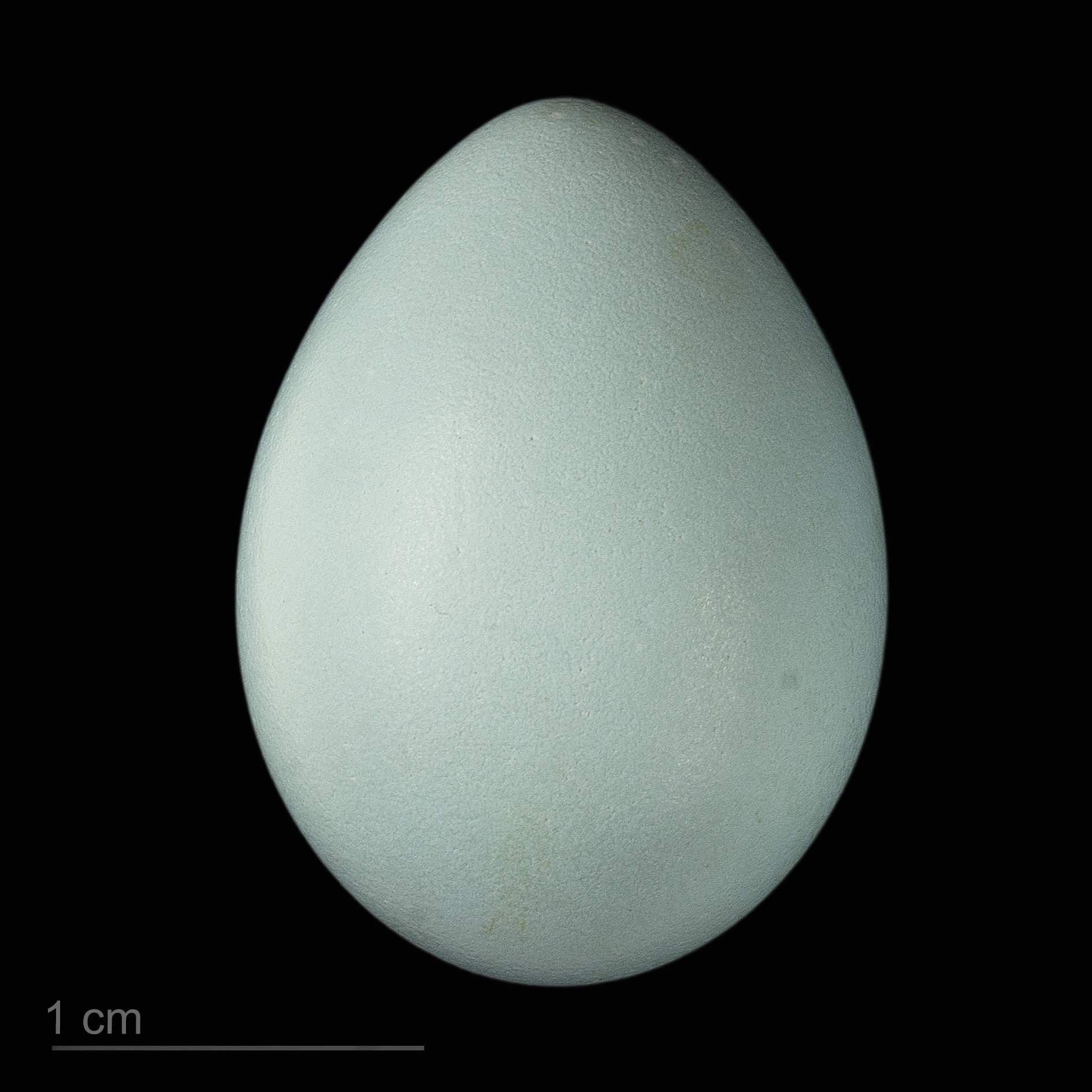
Prunella collaris collaris

Alpjärnsparv (Prunella collaris) är en fågel i familjen järnsparvar. Den förekommer i bergstrakter i södra och centrala Europa, nordvästra Afrika och Asien österut till Japan och Taiwan. Den är huvudsakligen stannfågel, men drar sig till lägre nivåer vintertid. Sällsynt påträffas den norr om sitt utbredningsområde, bland annat vid ett knappt 20-tal tillfällen i Sverige. IUCN kategoriserar den som livskraftig.

## Utseende och läte
Alpjärnsparven är en stor järnsparv med en längd på 15–17,5 cm och en vikt på 25–35 gram. Den har ett grått huvud och grått bröst. Undersidan är strimmigt rödbrun och ovansidan svart, grå och brunstrimmig. Dess vingtäckare är svarta och i fräsch höstdräkt tydligt avgränsade av två vita vingband. I fräsch höstdräkt syns också den fint svart- och vitvattrade strupen där det vita oftast bara syns som en smal horisontell fläck när man ser fågeln frontalt. Den vassa näbben är svart med en gulorange näbbrot.

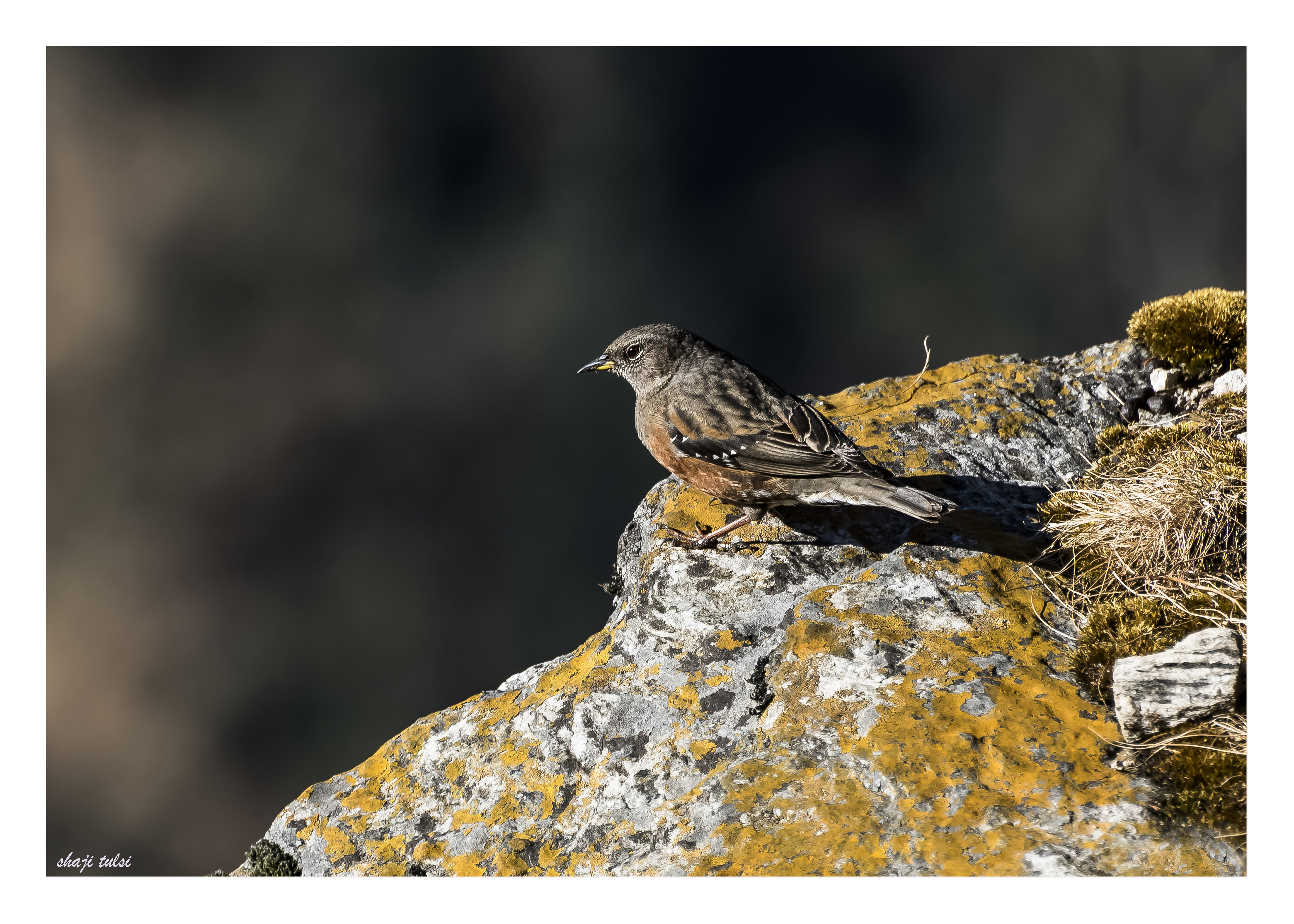

Sången är snabb och varierad. Den har även ett kraftigt lärklikt läte och ett trastlikt.

## Utbredning, biotop och taxonomi
Alpjärnsparven förekommer lokalt i Europa och allra nordvästligaste Afrika och över stora delar av Asien. Den återfinns i högalpina miljöer, vanligtvis på 1 800–3 500 meters höjd och föredrar kalfjäll med stenblock och låga örter. Den är i huvudsak en stannfågel men gör förflyttningar i höjdled för att dra sig undan den värsta kylan och snön.

### Taxonomi
Eftersom den är en stannfågel och lever på förhållandevis isolerade lokaler som avgränsas av biotopgränser, det vill säga lågland, så är det genetiska utbytet mellan olika lokala populationer så pass litet att det går att urskilja ett antal olika populationer åt. 
Clements et al. 2019 delar upp den i nio underarter:
- Prunella collaris collaris – nordvästra Afrika samt i bergstrakter i västra och centrala Europa, söderut till Italien, Slovenien och nordöstra Serbien och österut till Karpaterna
- Prunella collaris subalpina – bergstrakter från sydöstra Europa till Kreta och västra Turkiet
- Prunella collaris montana – Kaukasus till norra Irak och södra Iran
- Prunella collaris rufilata	– Tadzjikistan till norra Afghanistan, västra Xinjiang i västra Kina och sydöstra Tibet
- Prunella collaris whymperi	– västra Himalaya, från Kashmir till Garhwal och Kumaon
- Prunella collaris nipalensis – östra Himalaya till sydvästra Kina (östra Xinjiang till norra Yunnan) och sydöstra Tibet
- Prunella collaris tibetana – nordvästra Kina (norra Xinjiang, södra Qinghai och Gansu) till östra Tibet
- Prunella collaris erythropygia – bergskedjan Altaj till norra Kina, Ochotska havet, Korea och Japan
- Prunella collaris fennelli – bergsområden i Taiwan

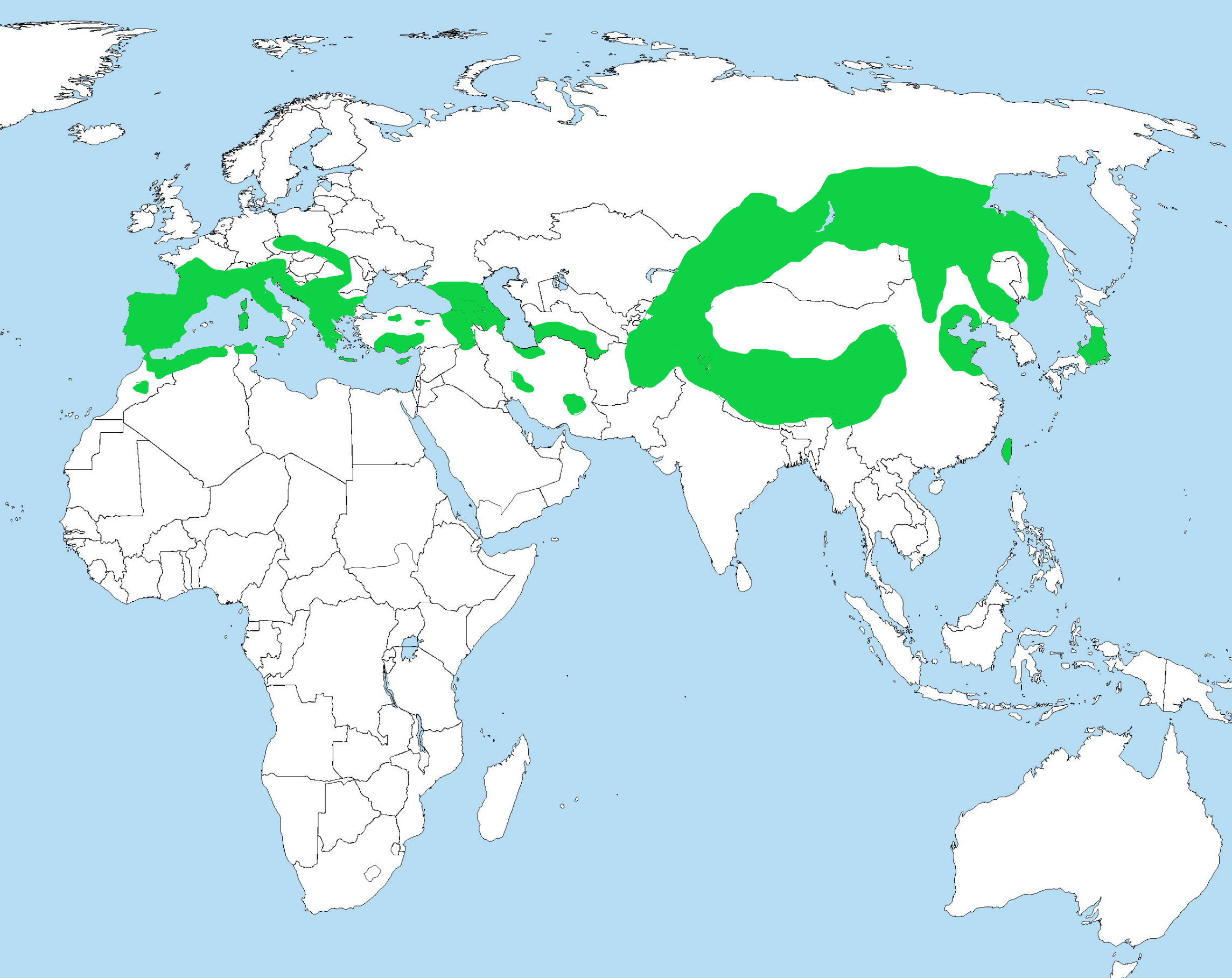
Alpjärnsparvens utbredningsområde.

I Sverige har den påträffats tillfälligt 21 gånger till och med 2022, samtliga i Skåne, Blekinge, på Öland eller Gotland. I slutet av april och början av maj 2016 sågs inte mindre än fyra individer på Stenshuvud i Skåne. En långstannande ungfågel uppehöll sig kring Hoburgsklippan på Gotland i över tre månader hösten 2019, från 25/7 till 1/11.

## Ekologi
Alpjärnsparven bygger sitt bo i skrevor bland klippor och lägger tre till fyra ljusblå, 23 millimeter stora ägg. Äggen ruvas av båda föräldrarna i cirka 15 dagar. Den ses ofta i små grupper, även under häckningstid. Alpjärnsparven livnär sig av insekter och frön.

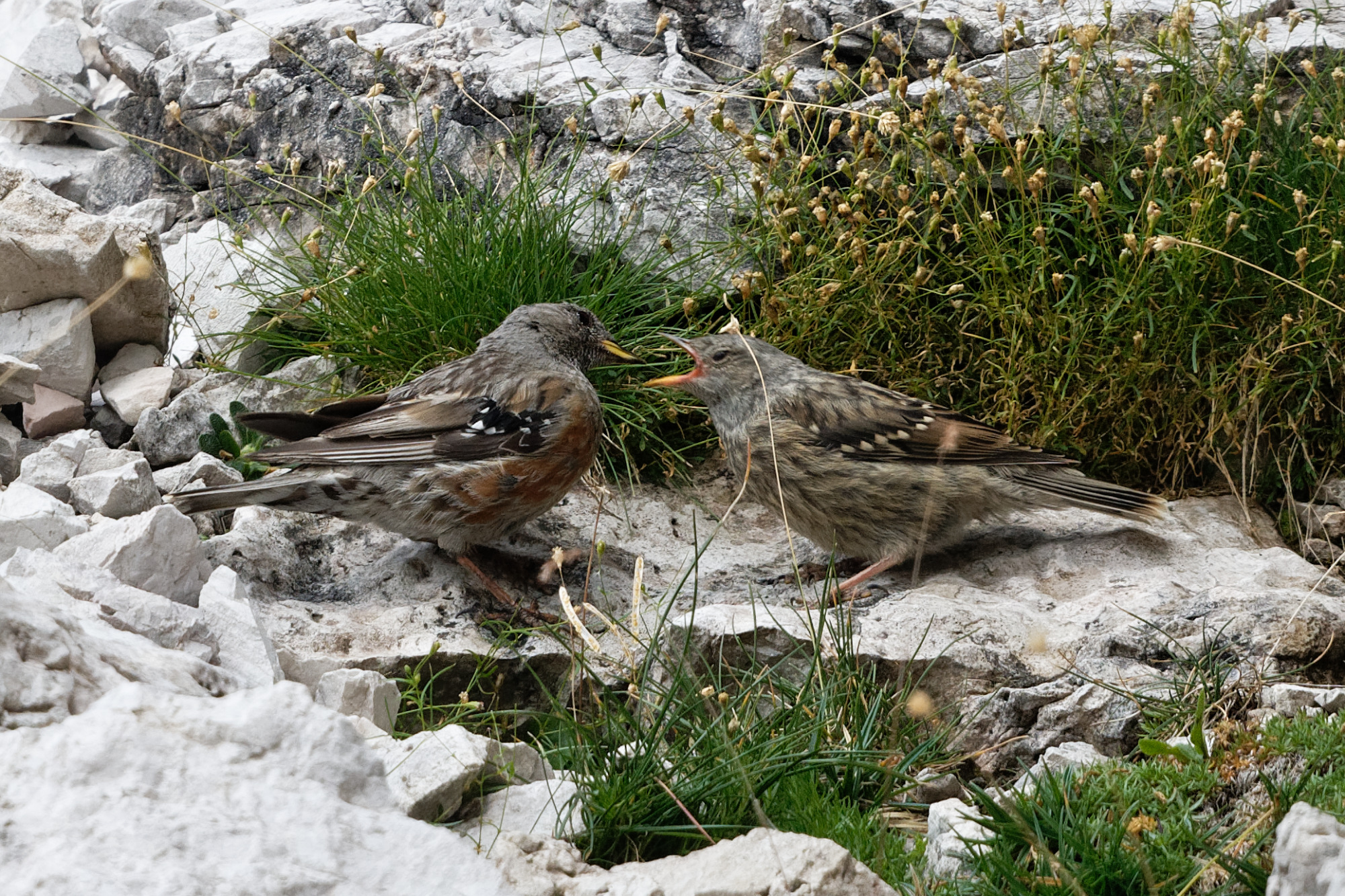
Alpjärnsparv som matar sin unge.

## Status och hot
Arten har ett stort utbredningsområde och en stor population med stabil utveckling. Utifrån dessa kriterier kategoriserar IUCN arten som livskraftig (LC). Världspopulationen uppskattas till mellan drygt två och knappt fyra miljoner vuxna individer.